# Anyox
Anyox est une ancienne cité minière et industrielle canadienne de la côte nord-ouest de la Colombie-Britannique dans l'actuel district régional de Kitimat-Stikine. Elle est fondée en 1911 par la Granby Consolidated Mining, Smelting and Power Co. Ltd. pour exploiter un gisement de cuivre. Une fonderie traite le cuivre. Un barrage hydroélectrique et une centrale au charbon alimentent les installations industrielles et un bourg qui accueille 2500 habitants. Anyox ferme en 1936 pendant la grande dépression. Depuis 1990, les anciens terrils sont exploités par la société True grit Abrasives, pour la fabrication d'abrasifs industriels,.

## Situation
Anyox se situe sur la rive ouest du chenal Observatory, une branche du chenal Portland, à plus 100 km de navigation de la pleine mer. Le site est établi à la jonction des deux bras amonts du chenal : le bras de Hastings et le bras d'Alice. Il donne sur la baie de Granby, sur l'estuaire du petit fleuve côtier Anyox et du torrent Hidden.